# Топор (река)
Топор — река в России, протекает по Мурманской области. Устье реки находится в 18 км по левому берегу реки Гирвас. Длина реки составляет 27 км, площадь водосборного бассейна 229 км².

## Данные водного реестра
По данным государственного водного реестра России относится к Баренцево-Беломорскому бассейновому округу, водохозяйственный участок реки — Тулома от истока до Верхнетуломского гидроузла, включая Нотозеро. Речной бассейн реки — бассейны рек Кольского полуострова, впадает в Баренцево море.
Код объекта в государственном водном реестре — 02010000312101000001820.